# Pensilvanija
Pensilvanija (uradno angleško Commonwealth of Pennsylvania|Skupnost Pensilvanije) je zvezna država v severovzhodnih, Velikih jezerih, Apalaških in Srednjeatlantskih regijah ZDA. Pensilvanija meji na Delaware na jugovzhodu, Maryland na jugu, Zahodno Virginijo na jugozahodu, Ohio na zahodu, Eriejsko jezero in kanadsko provinco Ontario na severozahodu, New York na severu in New Jersey na vzhodu, medtem ko Apalači potekajo skozi njeno sredino.
Pensilvanija je po površini 33. največja država in po zadnjem uradnem štetju prebivalstva ZDA leta 2010 (naslednjo štejte prebivalstva se izvede vsakih 10 let, tj. 2020) peta po številu prebivalcev. To je deveto najbolj gosto naseljeno mesto med 50 državami. Dve najbolj naseljeni mesti v Pensilvaniji sta Filadelfija (1.580.863) in Pittsburgh (302.407). Glavno mesto države in njeno 13. največje mesto je Harrisburg. Pensilvanija ima 225 kilometrov obale ob jezeru Erie in reki Delaware.
Država je ena od 13-ih ustanovnih držav ZDA; nastala je leta 1681 kot posledica podelitve kraljevske dežele Williamu Pennu, sinu soimenjaka države. Del Pensilvanije (ob reki Delaware) je bil skupaj s sedanjo zvezno državo Delaware prej organiziran kot kolonija Nova Švedska. To je bila druga država, ki je ratificirala ameriško ustavo 12. decembra 1787. Dvorana Independence, kjer sta bili pripravljeni deklaracija o neodvisnosti ZDA in ameriška ustava, se nahaja v največjem mestu države Philadelphia. Med ameriško državljansko vojno se je bitka pri Gettysburgu odvijala v južni osrednji regiji države. Valley Forge blizu Filadelfije je bil v grenki zimi 1777–78 sedež generala Washingtona.
Prav tako je Pensilvanija ena od štirih zveznih držav ZDA, ki je skupnost ali ang. Commonwealth (druge so Massachusetts, Virginija in Kentucky). Pensilvanija je ena najbolj pomembnih držav v zgodovini ZDA. Velja za zibelko Ameriškega naroda. Tu so bile podpisane deklaracija o neodvisnosti ZDA, članki o konfederaciji in ustava ZDA. Po državi so poimenovali več plovil Vojne mornarice ZDA - USS Pennsylvania. Na začetku je bila Filadelfija prvo glavno novoustanovljenih ZDA, nato je ta naziv predalo drugim mestom (tudi New Yorku) ter dokler ni bilo zasnovano Okrožje Columbia (District of Columbia) je ta naziv prešel že osem mest (nekateri jim pravijo tudi The Forgotten Eight). 
- Pokriti most New Paris
- Pogled v središču Filadelfije na mestno hišo (City Hall)
- Duquesne Incline s pogledom na Pittsburgh

## Zgodovina

### Staroselska poselitev
Zgodovina človeških prebivališč v Pensilvaniji sega na tisoče let pred ustanovitvijo kolonialne province Pensilvanije leta 1681. Arheologi verjamejo, da je do prve poselitve obeh Amerik prišlo pred vsaj 15.000 leti, v zadnjem ledeniškem obdobju, čeprav ni jasno, kdaj so ljudje prvič naselili današnja Pensilvanijo. Pred 10.000 do 16.000 leti so ameriški domorodci prečkali obe celini in prispeli v Severno Ameriko. Meadowcroft Rockshelter v okrožju Jefferson vključuje najzgodnejše znane znake človekove dejavnosti v Pensilvaniji in morda celotni Severni Ameriki, vključno z ostanki civilizacije, ki je obstajala pred več kot 10.000 leti in je morda nastala pred kulturo Clovis. Do leta 1000 n. št. je domorodno prebivalstvo Pensilvanije v nasprotju s svojimi nomadskimi predniki lovci-nabiralci razvilo kmetijske tehnike in mešano živilsko gospodarstvo.
Ko se je začela evropska kolonizacija Amerik, sta Pensilvanijo naseljevali vsaj dve veliki indijanski plemeni. Prvi, Lenape so govorili algonquian jezik in so naseljevali vzhodno regijo države, takrat znano kot Lenapehoking. Vključevala je večino današnjega New Jerseyja ter regije Lehigh Valley in Delaware Valley v vzhodni in jugovzhodni Pensilvaniji. Ozemlje Lenape se je končalo nekje med reko Delaware na vzhodu in reko Susquehanna v osrednji Pensilvaniji. Drugo pleme, Susquehannock, je govorilo irokeški jezik in je imelo sedež v zahodni Pensilvaniji od države New York na severu do Zahodne Virginije na jugozahodu, vključno z rekami Susquehanna, Allegheny in Monongahela v bližini današnjega Pittsburgha. Evropske bolezni in nenehne vojne z več sosednjimi plemeni in skupinami Evropejcev so oslabile ti dve plemeni in sta bili finančno močno zaostali, saj so jima Huroni in Irokezi med bobrovimi vojnami preprečili pot proti zahodu v Ohio. Ko so izgubili število in zemljo, so Huroni zapustili velik del svojega zahodnega ozemlja in se približali reki Susquehanna, plemena Irokezi in Mohavk pa so se preselila severneje. Severozahodno od reke Allegheny so bil irokeški Petuni, ki je bil med bobrovimi vojnami razdeljen v tri skupine: Petun iz New Yorka, Wyandot iz Ohia in Tiontatecaga iz reke Kanawha v južni Zahodni Virginiji. Južno od reke Allegheny je bil narod, znan kot Calicua, ki je bil morda del kulture Monongahela.

### 17.stoletje
Tako Nizozemci kot Angleži so zahtevali obe strani reke Delaware kot del svojih kolonialnih dežel v Ameriki. Prvi so se polastili Nizozemci.
Do 3. junija 1631 so Nizozemci začeli naseljevati polotok Delmarva z ustanovitvijo kolonije Zwaanendael na mestu današnjega Lewesa v Delawaru. Leta 1638 je Švedska na območju današnjega Wilmingtona v Delawaru ustanovila kolonijo Nova Švedska v regiji Fort Christina. Nova Švedska je trdila in večinoma nadzorovala spodnjo regijo reke Delaware (deli današnje Delaware, New Jersey in Pensilvanija), vendar je tam naselila le malo kolonistov.
12. marca 1664 je kralj Karel II. Angleški podelil Jakobu II., Yorškemu vojvodi, donacijo, ki je vključevala vsea dežele, vključene v prvotno Virginia Company iz Plymouth Grant-a in druge dežele. Ta podpora je bila v nasprotju z nizozemsko zahtevo za Novo Nizozemsko, ki je vključevala dele današnje Pensilvanije.
24. junija 1664 je Yorški vojvoda prodal del velike donacije, ki je vključevala današnji New Jersey, Johnu Berkeleyju in Georgeu Carteretu za lastniško kolonijo. Zemljišča še ni bilo v angleški lasti, prodaja pa je potekala v delu Nove Nizozemske na zahodni strani reke Delaware. Britansko osvajanje Nove Nizozemske se je začelo 29. avgusta 1664, ko je bil New Amsterdam prisiljen, da se preda, medtem ko se je soočal s topovi na britanskih ladjah v New Yorškem pristanišču. To osvajanje se je nadaljevalo in je bilo končano oktobra 1664, ko so Angleži zavzeli trdnjavo Casimir v današnjem Novem gradu v Delawaru.
Breški mir med Anglijo, Francijo in Nizozemsko je potrdil angleško osvajanje 21. julija 1667, čeprav je prišlo do začasnih sprememb.
12. septembra 1672 so med tretjo anglo-nizozemsko vojno Nizozemci ponovno osvojili kolonijo New York / New Amsterdam in ustanovili tri okrožna sodišča, ki so postala prvotna okrožja v današnji Delaware in Pensilvanija. Tista, ki se je kasneje preselila v Pensilvanijo, je bila Upland. To se je delno obrnilo 9. februarja 1674, ko je Westminsterska pogodba končala tretjo anglo-nizozemsko vojno in vse politične razmere spremenila v status quo ante bellum. Angleži so obdržali nizozemske grofije s svojimi nizozemskimi imeni. Do 11. junija 1674 je New York ponovno vzpostavil nadzor nad oddaljenimi kolonijami, vključno z Uplandom, vendar so se imena začela spreminjati v britanska imena do 11. novembra 1674. Upland je bil 12. novembra 1674 razdeljen, kar je dalo splošne orise sedanje meje med Pensilvanijo in Delawarom.
28. februarja 1681 je Karel II. podelil zemljiško listino Williamu Pennu za poplačilo dolga v višini 16.000 GBP (približno 2.100.000 GBP leta 2008, s prilagoditvijo na inflacijo na drobno), ki je bil dolžan Williamovemu očetu, admiralu Williamu Penn. To je bila ena največjih zemljiških donacij posamezniku v zgodovini. Kralj jo je poimenoval Pennsylvania (dobesedno »dežela Pennovega gozda«) v čast admirala. Penn, sin, ki je želel, da se imenuje Novi Wales, nato pa Sylvania (iz latinskega silva: »gozd«), je bil zaradi spremembe v zadregi, saj se je bal, da bi ljudje mislili, da ga je poimenoval po sebi, toda King Charles donacije ne bi preimenoval. Penn je ustanovil vlado z dvema novostma, ki so bile v Novem svetu veliko kopirane: okrožna komisija in svoboda verskega prepričanja.
Kar je bilo Upland na pensilvanski strani meje med Pensilvanijo in Delawarejem, se je preimenovalo v okrožje Chester, ko je Pensilvanija 4. marca 1681 uvedla svojo kolonialno vlado. Penn je podpisal mirovno pogodbo s Tamanendom, voditeljem Lenapejev, s čimer se je začelo dolgo obdobje prijateljskih odnosov med kvekerji in Indijanci. Sledile so dodatne pogodbe med kvekerji in drugimi plemeni. Shackamaxonska pogodba Williama Penna ni bila nikoli kršena.

### 18. stoletje
Med letoma 1730 in ko jo je parlament z valutnim zakonom iz leta 1764 zaprl, je kolonija Pensilvanija ustvarila lasten papirnati denar, da bi upoštevala pomanjkanje dejanskega zlata in srebra. Papirnati denar se je imenoval Colonial Scrip. Kolonija je izdala »akreditive«, ki so bili zaradi svojega zakonitega plačilnega stanja dobri kot zlati ali srebrniki. Ker jih je izdala vlada in ne bančna institucija, je bil predlog brez obresti, ki je v veliki meri pokrival stroške vlade in s tem obdavčitev ljudi. Spodbujala je tudi splošno zaposlovanje in blaginjo, saj je vlada uporabljala diskrecijsko pravico in ni izdala preveč za napihovanje valute. Benjamin Franklin je imel roko pri ustvarjanju te valute, za katero je dejal, da o njeni uporabnosti ni nikoli mogoče izpodbijati, naletela pa je tudi na »previdno odobritev« Adama Smitha.
Univerzo Pensilvanija v Filadelfiji je ustanovil Benjamin Franklin leta 1740 in je postala ena od devetih kolonialnih kolidžev ter prva univerza, ustanovljena v državi in ena prvih v državi; danes je to univerza Ivy League, ki je uvrščena med najboljše svetovne univerze. Dickinson College v Carlislu je bil prvi kolidž, ustanovljen po združitvi držav. Dickinson, ustanovljen leta 1773, je bil ratificiran pet dni po Pariški pogodbi 9. septembra 1783, ustanovil pa ga je Benjamin Rush in poimenoval po Johnu Dickinsonu.
James Smith je zapisal, da so leta 1763 »Indijanci spet začeli sovražnosti in bili zavzeto ubiti in skalpirati obmejne prebivalce v različnih delih Pensilvanije.« Nadalje, »Ta država je bila takrat kvekerska vlada in ob prvi tej vojni meje od države niso prejele nobene pomoči«. Sledeče sovražnosti so postale znane kot Pontiac's War.
Po kongresu zakona o znamkah leta 1765 je delegat John Dickinson iz Philadelphije napisal izjavo o pravicah in pritožbah. Kongres je bil prvo srečanje trinajstih kolonij, sklicano na zahtevo skupščine v Massachusettsu, vendar je poslance poslalo le devet kolonij. Dickinson je nato napisal Pisma kmeta iz Pensilvanije prebivalcem britanskih kolonij, ki so bila objavljena v Pennsylvania Chronicle med 2. decembrom 1767 in 15. februarjem 1768.
Ko so se ustanovni očetje ZDA (Founding Fathers of the United States) leta 1774 sestali v Filadelfiji, je 12 kolonij poslalo predstavnike na prvi kontinentalni kongres. Drugi kontinentalni kongres, ki se je tudi sestal v Filadelfiji (maja 1775), in sestavil in podpisal Deklaracijo o neodvisnosti, toda ko je Filadelfija v filadelfijski kampanji padla v roke Britancev, se je celinski kongres preselil na zahod, kjer se je sestal na sodišču v Lancastru v soboto, 27. septembra 1777, in nato v Yorku. Tam sta skupaj z njenim glavnim avtorjem Johnom Dickinsonom sestavila člene Konfederacije, ki so 13 neodvisnih držav oblikovali v novo zvezo. Kasneje je bila napisana ustava in Filadelfija je bila ponovno izbrana za zibelko nove ameriške unije. Ustava je bila pripravljena in podpisana v Pennsylvania State House, zdaj znani kot Hall of Independence in isti stavbi, kjer je bila podpisana Deklaracija o neodvisnosti.
Pensilvanija je postala prva velika država in druga država, ki je ratificirala ameriško ustavo 12. decembra 1787, pet dni po tem, ko je Delaware postala prva. Takrat je bila med trinajstimi državami najbolj narodnostno in versko raznolika. Ker je tretjina prebivalstva Pensilvanije govorila nemško, je bila ustava predstavljena v nemščini, da bi te državljane vključila v razpravo. Velečasni Frederick Muhlenberg je deloval kot predsednik ratifikacijske konvencije države.
Dickinson College of Carlisle je bil prvi kolidž, ustanovljen po združenih državah. Kolidž, ustanovljen leta 1773, je bil ratificiran pet dni po Pariški pogodbi 9. septembra 1783. Šolo je ustanovil Benjamin Rush in jo poimenoval po Johnu Dickinsonu.
Generalna skupščina Commonwealtha (zakonodajalec) se je pol stoletja sestajala na različnih krajih splošnega območja Filadelfije, preden se je 63 let začela redno sestajati v Hall of Independence v Filadelfiji. Vendar pa so dogodki, kot je pokol Paxton Boys leta 1763, zakonodajno telo prepričali o potrebi po osrednji prestolnici. Leta 1799 se je generalna skupščina preselila v Lancaster Courthouse.

### 19. stoletje
Generalna skupščina Pensilvanije se je sestajala v starem okrožnem sodišču Dauphin do decembra 1821, ko je bil zvezni Hills Capitol, imenovan po arhitektu iz Lancastra Stephenu Hillsu, zgrajen na štirih hektarjih hriba, dodeljenem zemljišču, namenjenemu sedežu vlade v Harrisburgu s strani sina in soimenjaka Johna Harrisa starejšega, domorodca iz Yorkshira, ki je leta 1705 ustanovil trgovsko postojanko in trajekt na vzhodni obali reke Susquehanna. Hills Capitol je pogorel 2. februarja 1897 med hudo snežno nevihto, domnevno zaradi pokvarjenega dimnika.
Generalna skupščina se je sestajala v bližnji metodistični cerkvi na Državni ulici (še vedno stoji), dokler ni bilo mogoče zgraditi novega kapitola. Po natečaju za arhitekturni izbor, za katerega naj bi bili številni domnevno »nameščeni«, je bil arhitekt iz Chicaga Henry Ives Cobb zadolžen za načrtovanje in gradnjo nadomestne stavbe. Vendar je imel zakonodajalec malo denarja, ki bi ga lahko namenil projektu zato je bila grobo dokončana, nekoliko industrijska stavba (Cobb Capitol). Generalna skupščina ni hotela zasesti stavbe. Politično in ljudsko ogorčenje leta 1901 je sprožilo drugo tekmovanje, ki je bilo omejeno na arhitekte iz Pensilvanije, Joseph Miller Huston iz Filadelfije pa je bil izbran za oblikovanje sedanje državne prestolnice Pensilvanije, ki je Cobbovo stavbo vključil v veličastno javno delo, ki je bilo končano in posvečeno leta 1907.
James Buchanan, rojen v okrožju Franklin, je služil kot 15. predsednik ZDA in je bil prvi predsednik, rojen v Pensilvaniji. Bitka pri Gettysburgu, glavna prelomnica ameriške državljanske vojne, se je zgodila blizu Gettysburga julija 1863. Približno 350.000 Pensilvancev je služilo v silah vojske Unije, vključno z 8600 afroameriškimi vojaškimi prostovoljci.
Politiko Pensilvanije je desetletja obvladoval finančno konservativni republikanski Cameronov stroj, ki ga je ustanovil ameriški senator Simon Cameron, kasneje vojni minister pod predsednikom Abrahamom Lincolnom. Nadzor nad strojem je bil nato prenesen na Cameronovega sina J. Donalda Camerona, čigar neučinkovitost je povzročila prenos moči na bolj prebrisanega Matthewa Quaya in končno na Boiesa Penrosea.
Obdobje po državljanski vojni, znano kot pozlačena doba, je zaznamovalo nadaljnji vzpon industrije v Pensilvaniji. Pensilvanija je bila dom nekaterih največjih jeklarskih podjetij na svetu. Andrew Carnegie je ustanovil Carnegie Steel Company v Pittsburghu, Charles M. Schwab pa Bethlehem Steel v Betlehemu. V Pensilvaniji so delovali tudi drugi velikani industrije, vključno z Johnom D. Rockefellerjem in Jayem Gouldom. V drugi polovici 19. stoletja se je v Zahodni Pensilvaniji rodila ameriška naftna industrija, ki je leta zatem dobavljala veliko večino kerozina. Ko se je razvil naftni hit v Pensilvaniji, so se mesta v pensilvanskem naftnem razcvetu, kot je Titusville, dvignila in pozneje padla. Premogovništvo, predvsem v državni premogovniški regiji v severovzhodni regiji države, je bilo prav tako pomembna industrija večji del 19. in 20. stoletja. Leta 1903 je Milton S. Hershey začel graditi tovarno čokolade v Hersheyu v Pensilvaniji; Podjetje Hershey je postalo največji proizvajalec čokolade v Severni Ameriki. V tem obdobju je bilo ustanovljeno tudi podjetje Heinz. Ta ogromna podjetja so imela velik vpliv na politiko Pensilvanije; kot je rekel Henry Demarest Lloyd, je naftni baron John D. Rockefeller »z zakonodajalcem Pensilvanije naredil vse, le da ga je izboljšal«. Pensilvanija je ustanovila Oddelek za avtoceste in se vključila v obsežen program gradnje cest, medtem ko so bile železnice še naprej zelo obremenjene.
Rast industrije je sčasoma zagotovila dohodek srednjega razreda gospodinjstvom delavskega razreda, potem ko jim je razvoj sindikatov pomagal pridobiti plačo za preživetje. Vendar je vzpon sindikatov povzročil tudi porast razpadov sindikatov z nastankom več zasebnih policijskih enot. Pensilvanija je bila kraj prve dokumentirane organizirane stavke v Severni Ameriki, Pensilvanija pa je bila kraj dveh izjemno pomembnih stavk, velike železniške stavke leta 1877 in premogovniške stavke leta 1902. Sčasoma je bil sprejet osemurni delovnik in premog in železna policija je bila prepovedana.

### 20. stoletje
Na začetku 20. stoletja se je gospodarstvo Pensilvanije osredotočalo na proizvodnjo jekla, sečnjo, premogovništvo, proizvodnjo tekstila in druge oblike industrijske proizvodnje. Porast priseljevanja v ZDA v poznih 19. in v začetku 20. stoletja je zagotovil stalen pretok poceni delovne sile za te panoge, ki so pogosto zaposlovale otroke in ljudi, ki niso znali angleško.
Leta 1923 je predsednik Calvin Coolidge ustanovil Nacionalni gozd Allegheny v skladu z Zakonom o tednih iz leta 1911. Gozd se nahaja v severozahodnem delu države v okrožjih Elk, Forest, McKean in Warren za namene proizvodnje lesa in zaščite porečja v porečju reke Allegheny. Allegheny je edini državni gozd v državi.
Nesreča na otoku Three Mile je bila najpomembnejša jedrska nesreča v zgodovini ameriške komercialne jedrske elektrarne.

### 21. stoletje
Letalo United Airlines 93 je med napadi 11. septembra strmoglavilo na polje blizu Shanksvillea in 44 ljudi ubilo.
V prvi polovici leta 2003 se v Pittsburghu začne letni Tekko.
Oktobra 2018 je kongregacija Drevo življenja - ali L'Simcha doživela streljanje v sinagogi v Pittsburghu.

## Geografija
Pensilvanija je 274 km severno na jug in 455 km vzhodno na zahod. Od 119.282 km2 je 116.075 km2 kopnega, 1269 km2 celinskih voda in 1940 km2 voda v jezeru Erie. To je 33. največja država v ZDA. Pensilvanija ima 82 km obale ob jezeru Erie in 57 milj (92 km) obale vzdolž izliva Delaware. Od prvotnih trinajstih kolonij je Pensilvanija edina država, ki ne meji na Atlantski ocean.
Meje države so črta Mason – Dixon (39 ° 43 'S) na jugu, dvanajst miljski krog na meji Pensilvanija-Delaware, reka Delaware na vzhodu, 80 ° 31' W zahodno in 42 ° S proti severu, razen kratkega odseka na zahodnem koncu, kjer se trikotnik razteza proti severu do jezera Erie. Med mesti so Filadelfija, Reading, Libanon in Lancaster na jugovzhodu, Pittsburgh na jugozahodu, tri mesta Allentown, Bethlehem in Easton na osrednjem vzhodu (znana kot Lehigh Valley). Severovzhod vključuje nekdanja mesta za pridobivanje antracitnega premoga Scranton, Wilkes-Barre, Pittston, Nanticoke in Hazleton. Erie je na severozahodu. State College služi osrednji regiji, medtem ko Williamsport oskrbuje severno-osrednjo regijo Commonwealtha, prav tako Chambersburg v osrednji regiji, z Yorkom, Carlisleom in glavnim mestom Harrisburg na reki Susquehanna v vzhodno-osrednji regiji Commonwealtha in Altoone ter Johnstown v zahodno-osrednji regiji.
Država ima pet geografskih regij in sicer planoto Allegheny, greben in dolina, obalna ravnica Atlantika, Piemont in planota Erie.

### Sosednje države in province
- Ontario (kanadska provinca) (severozahod)
- New York (sever in severovzhod)
- New Jersey (vzhod in jugovzhod)
- Delaware (skrajni jugovzhod)
- Maryland (jug)
- Zahodna Virginija (jugozahod)
- Ohio (zahod)

## Podnebje
Raznolika topografija Pensilvanije ustvarja tudi različna podnebja, čeprav celotna država doživlja hladne zime in vlažna poletja. Na dveh glavnih območjih ima večina države, razen jugovzhodnega kota, vlažno celinsko podnebje (Köppnova podnebna klasifikacija Dfa). Južni del države ima vlažno subtropsko podnebje. Največje mesto Philadelphia ima nekatere značilnosti vlažnega subtropskega podnebja (Köppen Cfa), ki pokriva večji del Delawara in Marylanda na jugu.
Poletja so na splošno vroča in vlažna. Ko gremo proti gorski notranjosti države, se zimsko podnebje ohladi, število oblačnih dni se poveča in količine sneženja so večje. Zahodna območja države, zlasti lokacije ob jezeru Erie, lahko letno prejmejo več kot 250 centimetrov snežnih padavin, celotna država pa skozi leto obilno padavin. Država je lahko od pomladi do poletja do jeseni podvržena hudemu vremenu. Tornadi se v državi pojavijo letno, včasih v velikem številu, na primer 30 zabeleženih tornadov v letu 2011; na splošno ti tornadi ne povzročajo večje škode.
| Mesečne povprečne visoke in nizke temperature za različna mesta v Pensilvaniji (v °F) |       |       |       |       |       |       |       |       |       |       |       |       |
| City                                                                                  | Jan   | Feb   | Mar   | Apr   | Maj   | Jun   | Jul   | Avg   | Sept  | Okt   | Nov   | Dec   |
| Scranton                                                                              | 33/19 | 37/21 | 46/28 | 59/38 | 70/48 | 78/56 | 82/61 | 80/60 | 72/52 | 61/41 | 49/33 | 38/24 |
| Erie                                                                                  | 34/21 | 36/21 | 44/27 | 56/38 | 67/48 | 76/58 | 80/63 | 79/62 | 72/56 | 61/45 | 50/37 | 38/27 |
| Pittsburgh                                                                            | 36/21 | 39/23 | 49/30 | 62/40 | 71/49 | 79/58 | 83/63 | 81/62 | 74/54 | 63/43 | 51/35 | 39/25 |
| Harrisburg                                                                            | 37/23 | 41/25 | 50/33 | 62/42 | 72/52 | 81/62 | 85/66 | 83/64 | 76/56 | 64/45 | 53/35 | 41/27 |
| Philadelphia                                                                          | 40/26 | 44/28 | 53/34 | 64/44 | 74/54 | 83/64 | 87/69 | 85/68 | 78/60 | 67/48 | 56/39 | 45/30 |
| Allentown                                                                             | 36/20 | 40/22 | 49/29 | 61/39 | 72/48 | 80/58 | 84/63 | 82/61 | 75/53 | 64/41 | 52/33 | 40/24 |

Tabela prikazuje povprečno najvišjo in najnižjo mesečno temperaturo (v Fahrenheit) za nekatera Pensilvanska mesta.

## Demografija
Od leta 2019 v Pensilvaniji živi 12.801.989 prebivalcev, kar je za 5.071 manj kot v prejšnjem letu in za 99.610 od leta 2010. Neto migracija v druge države je povzročila zmanjšanje za 27.718 in priseljevanje iz drugih držav v povečanju za 127.007. Selitveni prirast v Skupnost je bil 98.289. Selitev domačih Pensilvancev je povzročila zmanjšanje za 100.000 ljudi. Od leta 2008 do 2012 je bilo 5,8% prebivalstva tujec

### Kraj izvora
Od prebivalcev Pensilvanije je bilo 74,5% rojenih v Pensilvaniji, 18,4% rojenih v drugi zvezni državi ZDA, 1,5% rojenih v Portoriku na ameriških otokih ali rojenih v tujini ameriškim staršem in 5,6% rojen v tujini. Pensilvanci, rojeni v tujini, so večinoma iz Azije (36,0%), Evrope (35,9%) in Latinske Amerike (30,6%), preostali del pa iz Afrike (5%), Severne Amerike (3,1%) in Oceanije (0,4%).
Največje skupine prednikov v državi, izražene kot odstotek vseh ljudi, ki so odgovorili z določenim poreklom za popis leta 2010, je bilo nemški Američanov 28,5 %, Irskih Američanov 18,2 %, Italijanskih Američanov 12,8 %, Afroameričanov 9,6 %, Angleških Američanov 8,5 %, Poljski Američani 7,2 % in Francoski Američani 4,2 %. Leta 2018 so bile največje izvorne države za priseljence v Pensilvaniji Indija, Dominikanska republika, Kitajska, Mehika in Vietnam.

### Rasni razpored
Od leta 2011 je bilo 32,1% prebivalstva Pensilvanije, mlajšega od 1 leta, manjšin.
Hispansko prebivalstvo Pensilvanije se je med letoma 2000 in 2010 povečalo za 82,6%, zaradi česar je eno največjih povečanj hispanskega prebivalstva države. Pomembna rast hispanskega prebivalstva je posledica priseljevanja v državo predvsem iz Portorika, ki je ameriško ozemlje, v manjši meri pa iz držav, kot so Dominikanska republika, Mehika in različne države srednje in južne Amerike, pa tudi kot od vala Hispanic, ki zapušča New York in New Jersey zaradi varnejšega in dostopnejšega življenja. Azijsko prebivalstvo se je povečalo za skoraj 60%, k čemur je prispevalo priseljevanje Indije, Vietnama in Kitajske, pa tudi številne azijske presaditve, ki so se iz New Yorka preselile v Filadelfijo. Zaradi hitre rasti te skupnosti je Pensilvanija po številčnih vrednostih postala ena največjih azijskih populacij v državi. Prebivalstvo Črncev in Afroameričanov se je povečalo za 13%, kar je bilo največje povečanje prebivalstva med vrstniki v državi (New York, New Jersey, Ohio, Illinois in Michigan). V dvanajstih drugih državah se je število belih prebivalcev zmanjšalo. V zvezni državi Pensilvanija je veliko priseljevanja temnopoltih in latinskoameriških prebivalcev iz drugih bližnjih zveznih držav, večina povečanj pa je v vzhodnem in južnem osrednjem delu države.
Večina Hispanic v Pensilvaniji je portoriškega porekla in ima eno največjih in najhitreje rastočih portorikanskih populacij v državi. Večino preostalega hispanskega prebivalstva sestavljajo Mehičani in Dominikanci. Večina Hispanic je skoncentrirana v Philadelphiji, dolini Lehigh in južni osrednji Pensilvaniji. Število prebivalcev Latinoameričanov v Pensilvaniji, zlasti med črno raso, se je v zadnjih letih znatno povečalo. Hispansko prebivalstvo je največ v Betlehemu, Allentownu, Readingu, Lancasterju, Yorku in okoli Philadelphie. Ni jasno, kolikšen del te spremembe odraža spreminjajoče se prebivalstvo in koliko odraža večjo pripravljenost za samoopredelitev manjšinskega statusa. Od leta 2010 se ocenjuje, da približno 85% vseh latinskoameriških prebivalcev v Pensilvaniji živi v radiju 150 milj (240 km) od Filadelfije, približno 20% pa živi v samem mestu.
Med temnopoltimi prebivalci je velika večina v državi Afroameričanov, ki so potomci afriških sužnjev, pripeljanih na jug ZDA v kolonialni dobi. Vedno več je tudi črncev zahodnoindijskega, nedavnega afriškega in hispanskega izvora. Največ temnopoltih živi na območju Philadelphije, Pittsburgha in južne osrednje Pensilvanije. Belci predstavljajo večino Pensilvanije; večinoma izvirajo iz nemških, irskih, škotskih, valižanskih, italijanskih in angleških priseljencev. Podeželski deli južne osrednje Pensilvanije so po vsej državi znani po svojih pomembnih amiških skupnostih. Dolina Wyoming, ki jo sestavljata Scranton in Wilkes-Barre, ima največji odstotek belih prebivalcev katerega koli metropolitanskega območja (s 500.000 prebivalci ali več) v ZDA, pri čemer 96,2% prebivalstva trdi, da je belo, brez hispanskega porekla.
Središče prebivalstva Pensilvanije se nahaja v okrožju Perry v okrožju Duncannon.

### Jeziki
Od leta 2010 je 90,15% (10.710.239) prebivalcev Pensilvanije, starih 5 let in več, govorilo angleško doma kot primarni jezik, medtem ko je 4,09% (486.058) govorilo špansko, 0,87% (103.502) nemško (vključno s pensilvansko nizozemsko) in 0,47% (56.052) Kitajcev (vključno z mandarinščino) prebivalstva, starejšega od pet let. Skupno je 9,85% (1.170.628) prebivalcev Pensilvanije, starih 5 let in več, govorilo materni jezik, ki ni angleščina.

#### Pensilvanski nemški jezik
Pensilvansko nemščino pogosto - čeprav zavajajoče - imenujejo »pensilvanska nizozemščina«. Izraz nizozemščina je nekoč pomenil »nemški« (vključno z Nizozemsko), preden ga je latinsko ime nadomestilo (vendar je ostalo pri Nizozemski). Ko govorimo o jeziku, ki ga govorijo nizozemski prebivalci Pensilvanije (Pennsylvania German), pomeni »nemški« ali »tevtonski« in ne »nizozemski«. Nemci se v svojem jeziku imenujejo »Deutsch« (pensilvanska nemščina: Deitsch). Pensilvanski nemški jezik je potomec nemščine v družini dialektov zahodne srednje Nemčije. Najbližje je palatinskemu nemškemu. Pensilvanska nemščina je še vedno zelo živahna kot prvi jezik med starorednimi amiši in starorednimi menoniti (predvsem na območju okrožja Lancaster), medtem ko je skoraj izumrla kot vsakdanji jezik zunaj navadnih skupnosti, čeprav je nekaj besed prešlo v angleščino .

### Religija
Od vseh kolonij je imel samo Rhode Island versko svobodo tako varno kot v Pensilvaniji. Voltaire, ki je leta 1733 napisal Williamu Pennu, je opazil: »Novi suveren (The new sovereign) je sprejel tudi nekaj modrih in zdravih zakonov za svojo kolonijo, ki so ostali nespremenjeni do danes. Poglavar je, da zaradi religije ne ravna z nobeno osebo in da imamo za brate vse, ki verjamejo v enega Boga.« . Eden od rezultatov te neobičajne svobode je bila široka verska raznolikost, ki traja do danes.
Število prebivalcev Pensilvanije v letu 2010 je bilo 12.702.379. Od teh naj bi bilo 6.838.440 (53,8%) pripadnikov neke organizirane religije. Po podatkih Združenja arhivov podatkov o religijah (ARDA) na Državni univerzi v Pensilvaniji so največje religije v Pensilvaniji po pripadnikih Rimskokatoliška cerkev s 3.503.028 pripadniki, Združena metodistična cerkev s 591.734 člani in Evangeličanska luteranska cerkev v Ameriki s 501.974 člani .
Četrta največja posamezna poimenovanja je prezbiterijanska cerkev (ZDA) z 250.000 člani in 1.011 skupščinami. Pensilvanija, zlasti njen zahodni del in območje Pittsburgha, ima enega najvišjih odstotkov prezbiterijancev v državi. Pomembna je tudi prezbiterijanska cerkev v Ameriki, ki ima 112 občin in 23.000 pripadnikov; EPC ima okoli 50 občin, pa tudi ECO. Četrta največja protestantska konfesija, Združena Kristusova cerkev, šteje 180.000 članov in 627 občin. Ameriške baptistične cerkve ZDA (Severna baptistična konvencija) imajo sedež v kralju Prusije (King of Prussia; predmestje v Pensilvaniji) v Pensilvaniji.
Pensilvanija je bila sredi devetnajstega stoletja osrednja država nemške reformirane denominacije. Betlehem v Pensilvaniji je eden od sedežev Moravske cerkve v Ameriki. V Pensilvaniji je tudi zelo veliko amiškega prebivalstva, ki je med državami le Ohio. Leta 2000 je bilo v Pensilvaniji 47.860 amišev in še 146.416 menonitov in 91.200 bratov. Skupno anabapistično prebivalstvo, vključno z Bruderhofom, je bilo 232.631, približno dva odstotka prebivalstva. Medtem ko Pensilvanija svoj obstoj dolguje kvekerjem, večina zgodovinskega značaja Commonwealtha pa je ideološko zakoreninjena v naukih Verskega društva prijateljev (kot so uradno znani), je izvajanje kvekerjev leta 2010 majhna manjšina od približno 10.000 pripadnikov.
Od leta 2014 so verske pripadnosti prebivalcev Pensilvanije:
- Krščanstvo 73 %
- Protestantska 47 %
- Mainstantski protestant 23 %
- Evangeličanski protestant 19 %
- Črni protestant 5 %
- Rimskokatoliška 24 %
- Jehovove priče 1 %
- Pravoslavni kristjan <1 %
- 21% nereligioznih / nepovezanih
- Judovstvo 0,8 %
- Islam 0,6 %
- Hinduizem 1 %
- Drugi 2 %
- Ne vem / nočem reči 1 %

Po anketi Gallupa iz leta 2016 je 38 % Pensilvancev zelo vernih, 29% zmernih in 34% nereligioznih.

## Gospodarstvo
Od leta 2024 je bruto državni proizvod (GSP) Pensilvanije v višini 1,017 mrd dolarjev šesti največji med vsemi zveznimi državami ZDA za Kalifornijo, Teksasom, New Yorkom, Florido in Illinoisom. Če bi bila Pensilvanija neodvisna država, bi bilo njeno gospodarstvo leta 2023 uvrščeno med 20. največje na svetu. Na podlagi dohodka na prebivalca Pensilvanija leta 2021 v višini 68.957 $ je na 21. mestu med 50 državami. Od leta 2016 je bilo v Pensilvaniji 5.354.964 zaposlenih s 301.484 podjetji delodajalcev. Od januarja 2024 je stopnja brezposelnosti v državi 3,4 %.
Filadelfija v jugovzhodnem kotu, Pittsburgh v jugozahodnem kotu, Erie v severozahodnem kotu, Scranton-Wilkes-Barre v severovzhodnem kotu in Allentown-Bethlehem-Easton v vzhodni osrednji regiji so mestna proizvodna središča. Veliko držav Commonwealtha je podeželskih; ta dihotomija vpliva na državno politiko in državno gospodarstvo. V Filadelfiji živi šest podjetij Fortune 500, več pa jih je v predmestjih, kot je pruski kralj (King of Prussia; ime predmestja v Pensilvaniji); je vodilna v finančni in zavarovalniški industriji.
V Pittsburghu ima sedež osem podjetij Fortune 500, med njimi US Steel, PPG Industries in H. J. Heinz. V Pensilvaniji je skupaj petdeset podjetij iz skupine Fortune 500. Hershey je dom podjetja Hershey Company, enega največjih proizvajalcev čokolade na svetu. V Erieju je tudi družba GE Transportation, ki je največji proizvajalec vlakovnih lokomotiv v ZDA.
Kot v ZDA kot celoti in v večini zveznih držav je tudi največji zasebni delodajalec v Commonwealthu Walmart, sledi Univerza v Pensilvaniji. V Pensilvaniji je tudi najstarejše komunalno podjetje v ZDA, ki je v lasti investitorjev, The York Water Company.
Od leta 2018 je Pensilvanija na prvem mestu v državi v nekaj gospodarskih sektorjih in nišah, vključno s letno proizvedenimi sodi piva (3,9 milijona), tržnicami (več kot 6000), podjetji za predelavo hrane (2300), proizvodnjo lesa iz trdega lesa (milijarda). noge deske letno), gobarske farme (68), proizvodnja zemeljskega plina, proizvodnja krompirjevih čipsov (24 obratov, ki proizvedejo eno četrtino vsega v državi) in proizvodnja preste (80 odstotkov celotnega v državi).

### Bančništvo
Prva banka s sedežem v ZDA, Bank of North America, je bila ustanovljena leta 1781 v Filadelfiji. Po vrsti združitev je Banka Severne Amerike del Wells Fargo, ki uporablja nacionalno listino 1.
V Pensilvaniji je tudi prva nacionalno zakupljena banka po nacionalnem zakonu o bančništvu iz leta 1863. Istega leta je Pittsburgh Savings & Trust Company prejela nacionalno listino in se kot del zakona o nacionalnem bančništvu preimenovala v Prvo nacionalno banko Pittsburgha. Ta banka še danes obstaja kot PNC Financial Services in ima sedež v Pittsburghu. PNC je največja državna banka in šesta največja banka v ZDA.

### Kmetijstvo
Pensilvanija je na 19. mestu med vsemi zveznimi državami v kmetijski proizvodnji. Njeni vodilni kmetijski proizvodi so gobe, jabolka, božična drevesca, piščanci nesnice, drevesnice, travna ruša, mleko, koruza za silažo, grozdje (vključno z grozdjem za sok) in prireja konj. Pensilvanija je v vinarstvu na osmem mestu v državi.
Ministrstvo za kmetijstvo Pensilvanije je sodelovalo z zasebnimi podjetji, da bi vzpostavilo PA Preferred kot način za blagovno znamko kmetijskih proizvodov, pridelanih ali izdelanih v državi. Finančni vpliv kmetijstva v Pensilvaniji vključuje zaposlovanje več kot 66.800 ljudi, zaposlenih v živilski industriji, in več kot 1,7 milijarde USD v izvozu živil od leta 2011.

### Igre na srečo
Igre na srečo v kazinojih so v Pensilvaniji legalizirali leta 2004. Trenutno je v vsej državi devet igralnic, tri pa so v gradnji ali v načrtovanju. V Pensilvaniji so bile zakonite le konjske dirke, igralni avtomati in elektronske namizne igre, čeprav so se jeseni 2009 pogajali o zakonu o legalizaciji namiznih iger. [130] Namizne igre, kot so poker, ruleta, blackjack in craps, je državni zakonodajalec končno odobril januarja 2010, guverner pa jih je 7. januarja podpisal v zakon.
Nekdanji guverner Ed Rendell je leta 2009 razmišljal o legalizaciji avtomatov za video poker v barih in zasebnih klubih, saj po ocenah 17 000 v državi deluje nezakonito. Po tem načrtu bi lahko katera koli ustanova z dovoljenjem za alkoholne pijače imela do pet strojev. Vsi avtomati bi bili povezani z državnim računalniškim sistemom, kot so komercialne igralnice. Država bi po plačilu zmagovalnih igralcev uvedla 50-odstotni davek na neto prihodke od iger na srečo, preostalih 50 odstotkov pa bi namenili lastnikom obratov.

### Film
Davčni dobropis za filmsko produkcijo v Pensilvaniji se je začel leta 2004 in spodbudil razvoj filmske industrije v državi.

## Politika in uprava
Pensilvanija je imela v času svoje državnosti pet ustav: 1776, 1790, 1838, 1874 in 1968. Pred tem je provinco Pensilvanije stoletje urejal vladni okvir, katerega različice so bile štiri: 1682, 1683 , 1696 in 1701. Glavno mesto Pensilvanije je Harrisburg. Zakonodajalec se sestaja v tamkajšnjem državnem kapitolu.

### Občine
Pensilvanija je razdeljena na 67 okrožij. Okraji so nadalje razdeljeni na občine, ki so bodisi vključene v mesta, občine ali občine. Eno okrožje, okrožje Filadelfija, je skupaj z mestom Filadelfija, potem ko se je utrdilo leta 1854. Najbolj naseljeno okrožje v Pensilvaniji je Filadelfija, najmanj pa Cameron (5085).
V Pensilvaniji je skupno 56 mest, ki so po številu prebivalcev razvrščena med mesta prvega, drugega ali tretjega razreda. Filadelfija, največje mesto v Pensilvaniji, je imela leta 2020 1.603.797 prebivalcev in je edino prvovrstno mesto v državi. Pittsburgh (303.000) in Scranton (76.000) sta drugorazredni in drugorazredni mesti 'A'.
Preostala mesta, kot sta tretje in četrto največje - Allentown (120.443) in Erie (98.593) - do najmanjšega - Parker s samo 820 prebivalci - so tretjerazredna mesta. V mestih prvega in drugega razreda vlada vlada močnega župana v vladi - svet županov, medtem ko v mestih tretjega razreda vlada vlada »šibkega župana« ali vlada upravitelja sveta.
Občine so običajno manjše od mest, večina mest v Pensilvaniji je bila pred vključitvijo v mesto vključena v občino. V Pensilvaniji je 958 mestnih občin, ki jih ureja oblika vlade »svet šibkega župana«. Največje okrožje v Pensilvaniji je State College (40.501), najmanjše pa Centralia.
Občine so tretja vrsta občin v Pensilvaniji in so razvrščene med prvorazredne ali drugorazredne občine. Obstaja 1454 drugorazrednih mestnih občin in 93 prvorazrednih mestnih občin. Mestne občine drugega razreda lahko postanejo prvega razreda, če imajo gostoto prebivalstva večjo od 120 / km2 in je sprejet referendum, ki podpira spremembo. Največje mestno okrožje Pensilvanije je Upper Darby Township (85.681), najmanjše pa East Keating Township.
Med vrstami občin v Pensilvaniji je ena izjema: Bloomsburg je bil kot mesto ustanovljen leta 1870 in je uradno edino mesto v državi. Leta 1975 je občina McCandless sprejela listino o vladavini domov pod imenom »Mesto McCandless«, vendar je pravno še vedno prvovrstno mestno jedro.
Skupaj je 56 mest, 958 mestnih občin, 93 prvorazrednih mest, 1454 drugorazrednih mest in eno mesto (Bloomsburg), 2562 občin.
| Največja mesta v Pensilvaniji | Največja mesta v Pensilvaniji | Največja mesta v Pensilvaniji | Največja mesta v Pensilvaniji | Največja mesta v Pensilvaniji | Največja mesta v Pensilvaniji | Največja mesta v Pensilvaniji | Največja mesta v Pensilvaniji | Največja mesta v Pensilvaniji | Največja mesta v Pensilvaniji |
|                               | Rang                          | Ime                           | Okrožje                       | Štev. prebivalcev             | Rang                          | Ime                           | Okrožje                       | Štev. prebivalcev             |                               |
| ----------------------------- | ----------------------------- | ----------------------------- | ----------------------------- | ----------------------------- | ----------------------------- | ----------------------------- | ----------------------------- | ----------------------------- | ----------------------------- |
| Filadelfija Pittsburgh        | 1                             | Filadelfija                   | Filadelfija                   | 1584.138                      | 11                            | Altoona                       | Blair                         | 43.702                        | Allentown Erie                |
| Filadelfija Pittsburgh        | 2                             | Pittsburgh                    | Allegheny                     | 301.048                       | 12                            | State College                 | Centre                        | 42.352                        | Allentown Erie                |
| Filadelfija Pittsburgh        | 3                             | Allentown                     | Lehigh                        | 121.,433                      | 13                            | Wilkes-Barre                  | Luzerne                       | 40.806                        | Allentown Erie                |
| Filadelfija Pittsburgh        | 4                             | Erie                          | Erie                          | 96.471                        | 14                            | Norristown                    | Montgomery                    | 34.422                        | Allentown Erie                |
| Filadelfija Pittsburgh        | 5                             | Reading                       | Berks                         | 88.495                        | 15                            | Chester                       | Delaware                      | 33.909                        | Allentown Erie                |
| Filadelfija Pittsburgh        | 6                             | Scranton                      | Lackawanna                    | 77.182                        | 16                            | Bethel Park                   | Allegheny                     | 32.501                        | Allentown Erie                |
| Filadelfija Pittsburgh        | 7                             | Bethlehem                     | Northampton                   | 75.790                        | 17                            | Williamsport                  | Lycoming                      | 28.348                        | Allentown Erie                |
| Filadelfija Pittsburgh        | 8                             | Lancaster                     | Lancaster                     | 59.420                        | 18                            | Monroeville                   | Allegheny                     | 27.529                        | Allentown Erie                |
| Filadelfija Pittsburgh        | 9                             | Harrisburg                    | Dauphin                       | 49.229                        | 19                            | Easton                        | Northampton                   | 27.216                        | Allentown Erie                |
| Filadelfija Pittsburgh        | 10                            | York                          | York                          | 44.118                        | 20                            | Plum                          | Allegheny                     | 27.135                        | Allentown Erie                |

### Politika
Skozi večino druge polovice 20. stoletja in v 21. stoletje je bila Pensilvanija močna gugalnica. Kandidata, ki je izgubil, je na predsedniških volitvah podprl le dvakrat od leta 1932 do 1988 (Herbert Hoover leta 1932 in Hubert Humphrey leta 1968). Od leta 1992 Pensilvanija na predsedniških volitvah nastopa demokratično, dvakrat z velikim glasom glasuje za Billa Clintona, leta 2000 pa nekoliko bližje za Al Gore. Na predsedniških volitvah leta 2004 je senator John F. Kerry premagal predsednika Georgea W. Busha v Pensilvaniji 2.938.095 (50,92%) na 2.793.847 (48,42%). Na predsedniških volitvah leta 2008 je demokrat Barack Obama v Pensilvaniji premagal republikanca Johna McCaina s 3.184.778 (54%) na 2.584.088 (44%). Nazadnje, na predsedniških volitvah leta 2016, je Donald Trump postal prvi republikanski kandidat, ki je zmagal v državi po letu 1988, država pa je osvojila 48,6% do 47,8%. Vendar se je država leta 2020 vrnila v demokratsko kolono z ozkim glasovanjem za Joeja Bidena, zmagovalca, nad Trumpom. Država ima 20 volilnih ali elektorskih glasov.
Na zadnjih državnih volitvah od leta 1992 se je Pensilvanija nagibala k Demokratični stranki. Država je na demokratični listi za predsednika glasovala na vseh volitvah med letoma 1992 in 2012. Med volilno kampanjo leta 2008 je število nabranih demokratov preseglo registriranih republikancev za 1,2 milijona. Vendar ima Pensilvanija že v preteklosti volitve republikanskih senatorjev. Od leta 2009 do 2011 sta državo prvič po letu 1947 zastopala dva demokratična senatorja. Leta 2010 so republikanci ponovno zavzeli sedež ameriškega senata in večino sedežev v kongresu države, nadzor obeh domov državnega zbora in guvernerjev dvorec. Demokrati so guvernerjev dvorec dobili nazaj štiri leta kasneje na volitvah leta 2014. To je bilo prvič, odkar je guverner postal sam upravičen, da je bil sedanji guverner poražen zaradi ponovne izvolitve.
V preteklosti je bila demokratična moč skoncentrirana v Philadelphiji na jugovzhodu, Pittsburghu in Johnstownu na jugozahodu ter Scrantonu / Wilkes-Barreju na severovzhodu. Moč republikancev je bila skoncentrirana v predmestju Filadelfije, pa tudi na bolj podeželskih območjih v osrednjem, severovzhodnem in zahodnem delu. Slednja okrožja so že dolgo med najbolj konzervativnimi območji v državi. Od leta 1992 pa so predmestja Filadelfije zanihala demokratično; blagovna znamka republikanizma je bila tradicionalno zmerna. Predmestje Pittsburgha, ki je bilo v zgodovini demokratična trdnjava, je od preloma tisočletja naprej zavihalo več republikancev  
Demokratični politični svetovalec James Carville je nekoč zaničljivo Pensilvanijo opisal kot »Philadelphia na vzhodu, Pittsburgh na zahodu in Alabamo na sredini«. Politični analitiki in uredniki omenjajo osrednjo Pensilvanijo kot »T« na volitvah po vsej državi. Tri doline (Delaware, Lehigh in Wyoming) in večji Pittsburgh na splošno glasujejo za demokratične kandidate, medtem ko večina okrožij v osrednjem delu države glasuje za republikance. Posledično zemljevidi, ki prikazujejo rezultate volitev po vsej državi, vedno tvorijo obliko »T«.

#### Obdavčitev
Po podatkih Fundacije za davke je Pensilvanija leta 2012 v ZDA imela petnajsto najvišje davčno breme v ZDA. Prebivalci so skupaj plačali 83,7 milijarde ameriških dolarjev državnih in lokalnih davkov s povprečnim letnim letom 4,589 dolarjev na prebivalca. Rezidenti si delijo 76% celotne davčne obremenitve. Številni državni politiki so poskušali povečati delež davkov, ki jih plačujejo iz državnih virov. Predlagani viri prihodkov vključujejo obdavčitev vrtanja na zemeljski plin, saj je Pensilvanija edina država brez takšnega davka na vrtanje na plin. Dodatne možnosti za prihodke vključujejo poskus plačevanja cestnin na avtocestah med državami; zlasti Interstate 80, ki ga v veliki meri uporabljajo vozniki zunaj države z visokimi stroški vzdrževanja.
Davek od prodaje zagotavlja 39% prihodkov Commonwealtha; dohodnina 34%; davki na motorna vozila približno 12%, na cigarete in alkoholne pijače pa 5%. Dohodnina znaša pavšalnih 3,07%. Obdavčljivi dohodek posameznika temelji na naslednjih osmih vrstah dohodka: nadomestilo (plača); obresti; dividende; čisti dobiček iz poslovanja podjetja, poklica ali kmetije; čisti dobički ali dohodki od razpolaganja s premoženjem; čisti dobiček ali dohodek od najemnin, licenčnin, patentov in avtorskih pravic; dohodek, pridobljen z posestmi ali skladi; in dobitki v igrah na srečo in loteriji (razen dobitkov iz Pennsylvania Lottery).
Okraji, občine in šolski okoliši obračunavajo davek na nepremičnine. Poleg tega nekateri lokalni organi odmerijo davek na plačo od dohodka. Na splošno je skupna stopnja davka na plače omejena na 1% dohodka, vendar lahko nekatere občine z lokalnimi predpisi zaračunajo več kot 1%. Dvaindvajset od sedeminšestdeset okrožij Commonwealtha odmeri davek na osebno premoženje za delnice, obveznice in podobna imetja.
Z izjemo mesta Philadelphia v Pensilvaniji lahko občine in šolska okrožja uvedejo lokalni davek na dohodek v skladu z zakonom 32. Prebivalci teh občin in šolskih okolišev morajo poleg zvezne in državne donose Ta lokalni obračun se vloži pri lokalnem zbiralcu davka od dohodka, zasebni agenciji za pobiranje davka (npr. Berkheimer, Keystone Collections in Jordan Tax Service), ki jo določena občina imenuje za pobiranje lokalnega davka od dohodka in lokalnih storitev (slednja odšteje pavšalno pristojbino od plačanih zaposlenih v določeni občini ali šolskem okolišu).
Mesto Philadelphia ima svoj lokalni sistem obdavčitve dohodka. Delodajalci s sedežem v Filadelfiji morajo zadrževati davek na plače v Filadelfiji od plač svojih zaposlenih. Prebivalcem Philadelphije, ki delajo pri delodajalcu, ni treba vložiti lokalne napovedi, če jim delodajalec v celoti zadrži davek na plačo v Philadelphiji. Če njihov delodajalec ne zadrži davka na plače v Philadelphiji, se morajo rezidenti prijaviti pri davčnem oddelku in vložiti napoved za davek na dobiček. Prebivalci Philadelphije s samostojnimi dohodki morajo vložiti napoved davka na čisti dobiček (NPT), medtem ko morajo tisti, ki imajo poslovni dohodek iz virov v Philadelphiji, pridobiti dovoljenje za komercialno dejavnost (CAL) in plačati davek na dohodek in prejemke (BIRT). ) in NPT. Prebivalci z nezasluženim dohodkom (razen obresti s čekovnih in varčevalnih računov) morajo prijaviti in plačati davek na šolski dohodek (SIT).
Strokovnjaki so kritizirali zapletenost lokalnega sistema davčnih evidenc v Pensilvaniji, ki ugotavlja, da je oddajanje zbirk zasebnim osebam podobno davčnemu kmetovanju in da je veliko novih prebivalcev nenavadnih in se na koncu znajdejo v primeru, da ne vložijo kazni, čeprav niso bili dolžni davka. Poskusi prenosa pobiranja lokalnih dohodnin na državno raven (tj. Z ločenim lokalnim odsekom o napovedi za odmero dohodnine države, ki je trenutno metoda pobiranja lokalnih dohodnin v New Yorku, Marylandu, Indiani in Iowi) so bili neuspešni.

## Zdravstvo
Pensilvanija ima mešano zdravstveno kartoteko in je po lestvici Združenih zdravstvenih fundacij za leto 2013 uvrščena na 29. mesto najbolj zdravih držav.

## Izobraževanje
Pensilvanija ima 500 okrožij javnih šol, na tisoče zasebnih šol, javno financirane fakultete in univerze ter več kot 100 zasebnih visokošolskih zavodov.

### Osnovnošolsko in srednješolsko izobraževanje
Na splošno je po zakonu države obiskovanje šole v Pensilvaniji obvezno za otroka od 8. leta do 17. leta ali do diplome na akreditirani srednji šoli, kar nastopi prej. Od leta 2005 je 83,8% prebivalcev Pensilvanije, starih od 18 do 24 let, končalo srednjo šolo. Med prebivalci, starimi 25 let in več, jih je 86,7% končalo srednjo šolo.
Prikazane so štiriletne stopnje mature za dijake, ki so leta 2016 zaključili srednjo šolo:
| Cohort       | All Students | Male  | Female | White | Hispanic | Black | Asian | Special Education |
| ------------ | ------------ | ----- | ------ | ----- | -------- | ----- | ----- | ----------------- |
| % graduating | 86.09        | 84.14 | 88.13  | 90.48 | 72.83    | 73.22 | 91.21 | 74.06             |

Poleg tega je 27,5% diplomiralo ali več. Državni študentje dosledno dobro opravljajo standardizirano testiranje. Leta 2007 je Pensilvanija za učence 8. razreda v matematiki zasedla 14. mesto, branje 12. in pisno 10. mesto.
Leta 1988 je generalna skupščina Pensilvanije sprejela zakon 169, ki staršem ali skrbnikom dovoljuje šolanje otrok na domu kot možnost obveznega obiskovanja šole. Ta zakon določa zahteve in odgovornosti staršev in šolskega okoliša, v katerem živi družina.

### Višja izobrazba
Pennsylvania State System of High Education (PASSHE) je javni univerzitetni sistem Commonwealtha s 14 državnimi šolami. Univerza West Chester ima daleč največje število študentov izmed 14 univerz. Sistem visokega šolstva Commonwealtha je organizator štirih državnih šol v Pensilvaniji; te šole (Pennsylvania State University, Lincoln University, University of Pittsburgh in Temple University) so neodvisne ustanove, ki prejemajo nekaj državnih sredstev. Obstaja tudi 15 javno financiranih dvoletnih visokih šol in tehničnih šol, ki so ločene od sistema PASSHE. Poleg tega obstaja veliko zasebnih dvo- in štiriletnih tehničnih šol, šol in univerz.
Univerza Carnegie Mellon, Pennsylvania State University, University of Pennsylvania in University of Pittsburgh so člani Združenja ameriških univerz, organizacije, ki vabi samo na povabilo vodilnih raziskovalnih univerz. Univerza Lehigh je zasebna raziskovalna univerza s sedežem v Betlehemu v Pensilvaniji. Pennsylvania State University je univerza Commonwealtha za dodeljevanje zemljišč, Sea Grant College in Space Grant College. Univerza v Pensilvaniji s sedežem v Filadelfiji velja za prvo univerzo v ZDA in je ustanovila prvo zdravstveno šolo v državi. Univerza v Pensilvaniji je tudi edina in geografsko najbolj južna šola Ivy League. College of Osteopathic Medicine (LECOM) je zasebna podiplomska šola za medicino, zobozdravstvo in farmacijo z glavnim kampusom v mestu Erie v Pensilvaniji in podružničnim kampusom v Greensburgu v Pensilvaniji (z dvema kampusoma zunaj Pensilvanije). Z več kot 2200 vpisanimi študenti medicine je College of Osteopathic Medicine pri LECOM največja medicinska šola v ZDA. Akademija za likovno umetnost v Pensilvaniji je prva in najstarejša umetniška šola v ZDA. Philadelphia College of Pharmacy, ki je danes del Univerze znanosti v Philadelphiji, je bila prva lekarniška šola v ZDA.

## Rekreacija
V Pensilvaniji je prvi nacionalni živalski vrt, živalski vrt v Filadelfiji. Drugi dolgo pooblaščeni živalski vrtovi AZA vključujejo živalski vrt Erie in živalski vrt Pittsburgh Zoo & PPG Aquarium. Živalski vrt Lehigh Valley in ZOOAMERICA sta tudi druga pomembna živalska vrta. Commonwealth se ponaša z nekaterimi najlepšimi muzeji v državi, vključno z muzeji Carnegie v Pittsburghu, Muzejem umetnosti Philadelphia in številnimi drugimi. Edinstven muzej je muzej Houdini v Scrantonu, edina stavba na svetu, posvečena legendarnemu čarovniku. V Pensilvaniji se nahaja tudi Nacionalni ptičar, ki se nahaja v Pittsburghu.
V vseh 121 državnih parkih v Pensilvaniji je vstop prost.
Pensilvanija ponuja številne opazne zabaviščne parke, med njimi Camel Beach, Conneaut Lake Park, Dorney Park & Wildwater Kingdom, Nizozemska čudežna dežela, zabaviščni park DelGrosso's, Hersheypark, Idlewild Park, Kennywood, Knoebels, Lakemont Park, vodni park Sandcastle, Sesame Place, Great Wolf Loža in park Waldameer. V Pensilvaniji je tudi največje zaprto letovišče z vodnim parkom na vzhodni obali, laguna Splash v mestu Erie.
V Pensilvaniji potekajo tudi opazni glasbeni festivali. Sem spadajo Musikfest in NEARfest v Betlehemu, ljudski festival v Philadelphiji, festival ustvarjanja, sejem Great Allentown in vijolična vrata.
V Pensilvaniji je skoraj milijon lovcev z dovoljenjem. Jeleni belih jelenov, črni medved, zajci iz bombaževe repice, veverica, puran in tetrab so pogoste vrste divjadi. Pensilvanija velja za eno najlepših držav za lov na divje purane v Uniji, poleg Teksasa in Alabame. Športni lov v Pensilvaniji daje velik zagon gospodarstvu Commonwealtha. Poročilo Centra za podeželsko Pensilvanijo (zakonodajna agencija Generalne skupščine Pensilvanije) je poročalo, da je lov, ribolov in izkoriščanje v celotni državi ustvaril 9,6 milijarde dolarjev.
Klub Boone and Crockett kaže, da je pet od desetih največjih (velikosti lobanje) vnosov črnega medveda prišlo iz države. Država ima tudi izenačen rekord največjega lovca na odstrela črnega medveda v knjigah Boone & Crockett s težo 332 kg in lobanjo 23 3/16, vezano z medvedom, odstreljenim v Kaliforniji leta 1993. Največji medved, ki so ga kdaj našli mrtvega, je bil leta 1975 v Utahu, drugega največjega pa je lovci v državi ustrelil leta 1987. Pensilvanija ima drugo največje število rekordnih črnih medvedov, zabeleženih v Boone & Crockett, s 183, takoj za Wisconsinovimi 299.

## Transport
Ministrstvo za promet Pensilvanije, skrajšano PennDOT, je odgovorno za prometna vprašanja v Pensilvaniji.

### Cestni promet
PennDOT ima v lasti 64.150 km od 195.970 km cest v državi, zaradi česar je peti največji sistem državnih avtocest v ZDA. Pennsylvania Turnpike sistem je dolg 861 km, glavni del pa se razteza od Ohia do Filadelfije in New Jerseyja. Nadzira ga Pennsylvania Turnpike Commission. Druga pomembna pot vzhod – zahod je Interstate 80, ki poteka predvsem na severnem nivoju zvezne države od Ohia do New Jerseyja pri Delaware Water Gap. Interstate 90 potuje razmeroma kratko razdaljo med Ohiom in New Yorkom skozi okrožje Erie v skrajnem severozahodnem delu države.
Primarne ceste sever – jug so Interstate 79 od konca v Erieju skozi Pittsburggh do Zahodne Virginije, Interstate 81 od New Yorka do Scrantona, okrožja Lackawanna in Harrisburg do Marylanda in Interstate 476, ki se začne 11 km severno od meje z Delawarom. v Chesterju v okrožju Delaware in prevozi 212 km do vrha Clarks v okrožju Lackawanna, kjer se pridruži I-81. I-476, razen 32 kilometrov, je severovzhodni podaljšek pensilvanske avtoceste, medtem ko se avtocesta južno od glavne ceste pensilvanske tirnice uradno imenuje »Veteranska spominska avtocesta«, vendar jo domačini pogosto imenujejo »Modra pot«.

### Železniški promet
Prometna uprava jugovzhodne Pensilvanije (SEPTA) je šesta največja tranzitna agencija v Združenih državah Amerike in v metropolitanskem območju Filadelfije upravlja prevoz do mestnih, težkih in lahkih železnic ter tranzitnih avtobusov. Pristaniška uprava okrožja Allegheny je 25. največja tranzitna agencija in zagotavlja tranzitne avtobuse in lahke železnice v Pittsburghu in okolici.
Medkrajevni železniški tranzitni prevoz zagotavlja Amtrak, večina prometa pa poteka na storitvi Keystone v hitrem koridorju Keystone med Harrisburgom in postajo 30th Street v Filadelfiji, preden gre proti severu do New Yorka, pa tudi severovzhodna regija, ki zagotavlja pogoste visoke -hitrostne storitve gor in dol po severovzhodnem koridorju. Pensilvanija sledi isti poti od New Yorka do Harrisburga, vendar se razteza do Pittsburgha. Capitol Limited gre tudi skozi Pittsburgh, pa tudi Connellsville, na poti iz Chicaga v Washington, DC Lake Shore Limited potuje med Chicagom in New Yorkom skozi Erie enkrat v vsako smer. V Pensilvaniji obratuje 67 tovornih železnic s kratkimi linijami, kar je največ v kateri koli zvezni državi ZDA.

### Avtobusni promet
Medmestni avtobusni prevoz med mesti v Pensilvaniji in drugimi večjimi točkami na severovzhodu zagotavlja Bolt Bus, Fullington Trailways, Greyhound Lines, Martz Trailways, Megabus, OurBus, Trans-Bridge Lines, pa tudi različna avtobusna podjetja iz kitajske četrti. Leta 2018 je OurBus začel ponujati storitve iz West Chesterja, PA - Malvern, PA - kralja Prusije, PA - Fort Washington, PA - New York, NY.

### Zračni promet
Pensilvanija ima sedem glavnih letališč: Philadelphia International, Pittsburgh International, Lehigh Valley International, Harrisburg International, Erie International, University Park Airport in Wilkes-Barre / Scranton International. V državi se nahaja 134 letališč za javno uporabo. Pristanišče Pittsburgh je drugo največje celinsko pristanišče v ZDA in skupno največje 18 pristanišč; pristanišče Philadelphia je 24. največje pristanišče v ZDA. Edino pristanišče Pensilvanije na Velikih jezerih se nahaja v mestu Erie.

### Rečni in morski promet
Zapornica in reka Allegheny River je najpogosteje uporabljena zapornica, ki jo upravlja Inženirski korpus ameriške vojske iz svojih 255 držav po vsej državi. Jez zaseže reko Allegheny v bližini centra Pittsburgha.

## Kultura

### Šport
Pensilvanija je dom številnih profesionalnih športnih ekip velike lige: Philadelphia Phillies in Pittsburgh Pirates of Major League Baseball, Philadelphia 76ers iz Nacionalne košarkarske zveze, Pittsburgh Steelers in Philadelphia Eagles iz državne nogometne lige, Philadelphia Flyers in Pittsburgh Penguins of Pengs državno hokejsko ligo in Philadelphia Union of Major League Soccer. Med njimi so te ekipe zbrale 7 svetovnih serijskih prvenstev (Pirates 5, Phillies 2), 16 zastavic državne lige (Pirates 9, Phillies 7), 3 prvenstva NFL pred Super Bowl (Eagles), 7 Super Bowl Championships (Steelers 6 , Eagles 1), 2 prvenstva NBA (76ers) in 7 Stanleyjevih pokalov (Penguins 5, Flyers 2).

#### Dirkanje
V avtomobilskem športu dinastija Mario Andretti dirkačev prihaja iz Nazareta v dolini Lehigh. Med pomembne dirkališča v Pensilvaniji spadajo Jennerstown Speedway v Jennerstownu, Speedway Lake Erie na severovzhodu, Speedway Mahoning Valley v Lehightonu, Speedway Motordome (zaprt) v Smithtonu, Mountain Speedway v St. Johnsu, Speedway Nazareth v Nazaretu (zaprt) ); Lernerville Speedway v Sarverju in Pocono Raceway v Long Pondu, kjer sta dve dirki NASCAR Cup Series in dirka IndyCar Series.
V državi je tudi dirkališče Maple Grove, blizu Readinga, ki vsako leto gosti pomembne dirkalne dirke, ki jih sankcionira nacionalno združenje Hot Rod. Obstajata tudi dve dirkališči za motokros, ki gostijo krog prvenstva AMA Toyota v motokrosu v Pensilvaniji. High Point Raceway se nahaja v Mt. Morris, Pennsylvania in Steel City se nahaja v Delmontu v Pensilvaniji. Tečaji konjskih dirk v Pensilvaniji sestavljajo Meadows blizu Pittsburgha, Pocono Downs v Wilkes-Barreju in Harrah's Philadelphia v Chesterju, ki ponujajo dirkanje z vpregami, in Državno dirkališče Penn v Grantvilleu, Parx Racing (nekdanji park Philadelphia) v Bensalemu in Presque Isle Downs blizu Erie, ki ponujajo čistokrvne dirke. Smarty Jones, zmagovalec Kentucky Derby in Preakness Stakes leta 2004, je imel Philadelphia Park za domačo progo.

### Kuhinja
Avtorica Sharon Hernes Silverman imenuje Pensilvanijo svetovna prestolnica prigrizkov. V vseh drugih državah vodi v proizvodnji prest in krompirjevih sekancev. Hiša Sturgis Pretzel je predstavila preste v Ameriki, podjetja, kot so Anderson Bakery Company, Intercourse Pretzel Factory in Snyder's iz Hannovra, so vodilni proizvajalci v Commonwealtha. Dve od treh podjetij, ki opredeljujejo ameriško industrijo krompirjevih čipov, imajo sedež v Pensilvaniji: Utz Quality Foods, ki je začelo izdelovati čips v Hannovru v Pensilvaniji leta 1921, Wise Foods, ki je začelo proizvajati čips v Berwicku leta 1921, tretje pa Frito- Lay (del PepsiCo s sedežem v Planu v Teksasu). Druga podjetja, kot so Herr's Snacks, Martin's Potato Chips, Snyder's iz Berlina (ki ni povezan s Snyder's iz Hannovra) in Troyer Farms Potato Products so priljubljeni proizvajalci čipsov.
Ameriška čokoladna industrija je osredotočena na Hershey v Pensilvaniji, v bližini so Mars, Godiva in Wilbur Chocolate Company ter manjši proizvajalci, kot so Asher's v Soudertonu, in Gertrude Hawk Chocolates iz Dunmoreja. Med drugimi pomembnimi podjetji so Just Born iz Betlehema v Pensilvaniji, proizvajalci Hot Tamales, Mike in Ikes, velikonočni priljubljeni marshmallow Peeps in Boyer Brothers iz Altoone v Pensilvaniji, ki je dobro znana po svojih Mallo Cups. Preste Auntie Anne so se začele kot tržnica v mestu Downingtown v Pensilvaniji in imajo zdaj sedež v Lancaster Cityju. Tradicionalna nizozemska hrana v Pensilvaniji vključuje piščančji lonček, šunko, schnitz un knepp (suha jabolka, šunka in cmoki), fasnachts (gojeni krofi), ostanki, preste, bolonja, chow-chow in Shoofly pita. Martin's Famous Pastry Shoppe, Inc., s sedežem v Chambersburgu v Pensilvaniji, je specializiran za krompirjev kruh, drugo tradicionalno nizozemsko hrano iz Pensilvanije. D.G. Yuengling & Son, najstarejša ameriška pivovarna, vari pivo v Pottsvilleu od leta 1829.
Med regionalnimi živili, povezanimi s Filadelfijo, so sirarski zrezki, hoagie, mehki pereci, italijanski vodni led, irski krompirjevi bonboni, ostanki, Tastykake in strombolis. V Pittsburghu je paradižnikov kečap izboljšal Henry John Heinz od leta 1876 do začetka 20. stoletja. Manj znani kot Heinz kečap so sendviči, pirogi in mestni piščanec v restavraciji Primanti Brothers v Pittsburghu. Zunaj Scrantona je v Old Forge na ducate italijanskih restavracij, specializiranih za pice, narejene iz edinstvene debele, lahke skorje in ameriškega sira. Erie ima tudi svoj delež edinstvenih živil, vključno z grško omako in sladkarijami. Kislo zelje je skupaj s svinjino in pire krompirjem pogost obrok na novoletni dan v Pensilvaniji.

## Državni simboli
- Moto: »Vrlina, svoboda in neodvisnost«
- Drevo: vzhodna kuga
- Državna ptica: ruffed grouse
- Cvet: gorska lovor
- Žuželka: kresnica v Pensilvaniji
- Žival: belorepi jelen
- Dvoživka: vzhodni pekel
- Pes: nemška doga
- Ribe: potočna postrv
- Fosil: Phacops rana
- Pijača: mleko
- Himna: »Pennsylvania«
- Ladja: ZDA Brig Niagara
- Električna lokomotiva: GG1 4859
- Parna lokomotiva: K4s 1361 in K4s 3750
- Oprema za olepševanje in ohranjanje: krošnja graha Penngift

### Vzdevki
Pensilvanija je od leta 1802 znana kot država Keystone, deloma na podlagi njene osrednje lege med prvotnimi trinajstimi kolonijami, ki so sestavljale ZDA, in delno tudi zaradi števila pomembnih ameriških dokumentov, podpisanih v državi (kot npr. razglasitev neodvisnosti). Bila je tudi ključna gospodarska država, saj je imela tako industrijo, ki je skupna severu (izdelovala je izdelke, kot so vagoni in puške Conestoga), kot tudi kmetijstvo, ki je bilo skupno na jugu (proizvodnja krme, vlaknin, hrane in tobaka).
Še en vzdevek Pensilvanije je Kvekerska država; v kolonialnih časih je bila uradno znana kot Kvekerska provinca, kot priznanje ustave Quaker William Penn's First Frame of Government za Pensilvanijo, ki je zagotavljala svobodo vesti. Vedel je za sovražnost, ki so ga zganjali Kvekerji, ko so se uprli verskim obredom, prisegam, nasilju, vojni in vojaški službi, in kaj so se jim zdeli navidezno mrzli.
Manj pogosto se Pensilvanija imenuje država premoga, država nafte in država jekla, v znak priznanja pomembne vloge, ki so jo te industrije imele v državi v 19. in 20. stoletju. State of Independence se pojavlja na več današnjih prometnih znakih, ki vstopajo v Pensilvanijo iz mejnih držav.
Prebivalci Pensilvanije in prebivalci okoliških zveznih držav se včasih sklicujejo na Pensilvanijo z okrajšavo države PA.

## Sestrske regije
- Provinca Matanzas, Kuba
- Rhône-Alpes, Francija